# أليكس تيت
أليكس تيت (بالإنجليزية: Alex Tait)‏ هو لاعب كرة قدم بريطاني في مركز الهجوم، ولد في 28 نوفمبر 1933 في Bedlington ‏ في المملكة المتحدة. لعب مع نادي بريستول سيتي ونادي بيرتن ألبيون ونادي دونكاستر روفرز ونيوكاسل يونايتد.